# Сиеннесий I
Сиеннесий (др.-греч. Συέννεσις) — царь Киликии, упомянутый при описании событий 585 года до н. э.
По замечанию исследователей, в том числе востоковеда И. М. Дьяконова, «Сиеннесий» означало родовое имя или же титул царей Киликии (ассирийское Хилакку), превратившейся к началу VI века до н. э. в крупное государство, возможно, включавшему в себя ряд бывших территорий таких неохетских царств как Табал, Куэ.
В мае 585 года до н. э. произошедшая в ходе Мидо-лидийской войны битва при Галисе завершилась из-за наступившего солнечного затмения. По свидетельству Геродота, Сиеннесий вместе с вавилонянином Лабинетом выступили в качестве третейских судей, примиривших противников. По их совету договор, закрепивший границей между Мидией и Лидией реку Галис, был скреплён браком сына Астиага Киаксара с дочерью Алиатта Ариенис.